# NGC 6958
NGC 6958 ist eine elliptische Galaxie E/S0 im Sternbild Mikroskop am Südsternhimmel, die schätzungsweise 122 Millionen Lichtjahre von der Milchstraße entfernt ist.
Das Objekt wurde am 24. August 1834 von dem Astronomen John Herschel mit seinem 18,7-Zoll-Spiegelteleskop entdeckt und später von Johan Dreyer in seinen New General Catalogue aufgenommen.